# Comisión de Economía del Senado de Chile
La Comisión de Economía del Senado de Chile, corresponde a una de las comisiones permanentes del Senado de Chile, en la cual, cinco senadores formulan proyectos de ley referentes al tema del cual trata la comisión, en este caso, las políticas destinadas a legislar sobre los procesos económicos al interior de Chile, como hacia el extranjero, la formulación de moneda, la regulación del Banco Central y su control, supervisión de la política anti-monopolios y fiscalización de todas las materias económicas del país, entre otras mociones que luego son presentados en la sesión plenaria del Senado para su aprobación o rechazo de todos los senadores.

## Historia
Esta comisión se formó en 1906 bajo el nombre de Comisión de Comercio, cuyas funciones antes de esta fecha estaban cedidas a la Comisión de Hacienda. Esta comisión veló por la comercialización hacia el extranjero de los insumos mineros y la producción agrícola nacional.[cita requerida]
En 1932 pasó a llamarse Comisión de Comercio e Industrias, fortaleciendo la producción nacional, hasta que en 1956 pasó a ser simplemente Comisión de Economía, nombre que conserva hasta la actualidad.[cita requerida]

## Integrantes
En el período legislativo 2022, la comisión está integrada por:
| Miembro               | Partido Político              |
| --------------------- | ----------------------------- |
| José Durana           | UDI                           |
| José Durana           | UDI                           |
| Carmen Gloria Aravena | Independiente pro Chile Vamos |
| Loreto Carvajal       | PPD                           |
| Manuel José Ossandón  | RN                            |
| Preside la comisión   |                               |